# مجموعة العشرة
مجموعة العشرة (بالإنجليزية: G-10)‏ هي مجموعة الدول الصناعية السبع (فرنسا - ألمانيا - إيطاليا - اليابان - المملكة المتحدة - الولايات المتحدة - كندا) بالإضافة إلى (بلجيكا - هولندا - السويد)، وتهتم هذه المجموعة بمناقشات صندوق النقد الدولي، وفي بعض الأحيان تشترك سويسرا بشكل ثانوي.